# Al-Rayyan SC
L'Al-Rayyan SC (àrab: نادي الريان الرياضي, Nādī ar-Rayyān ar-Riyāḍī, ‘Club Esportiu d'ar-Rayyan') és un club poliesportiu qatarià de la ciutat d'Ar Rayyan a on destaca la secció de futbol. Les altres seccions que el club té en diversos esports són basquetbol, voleibol, handbol i tennis taula.

## Història

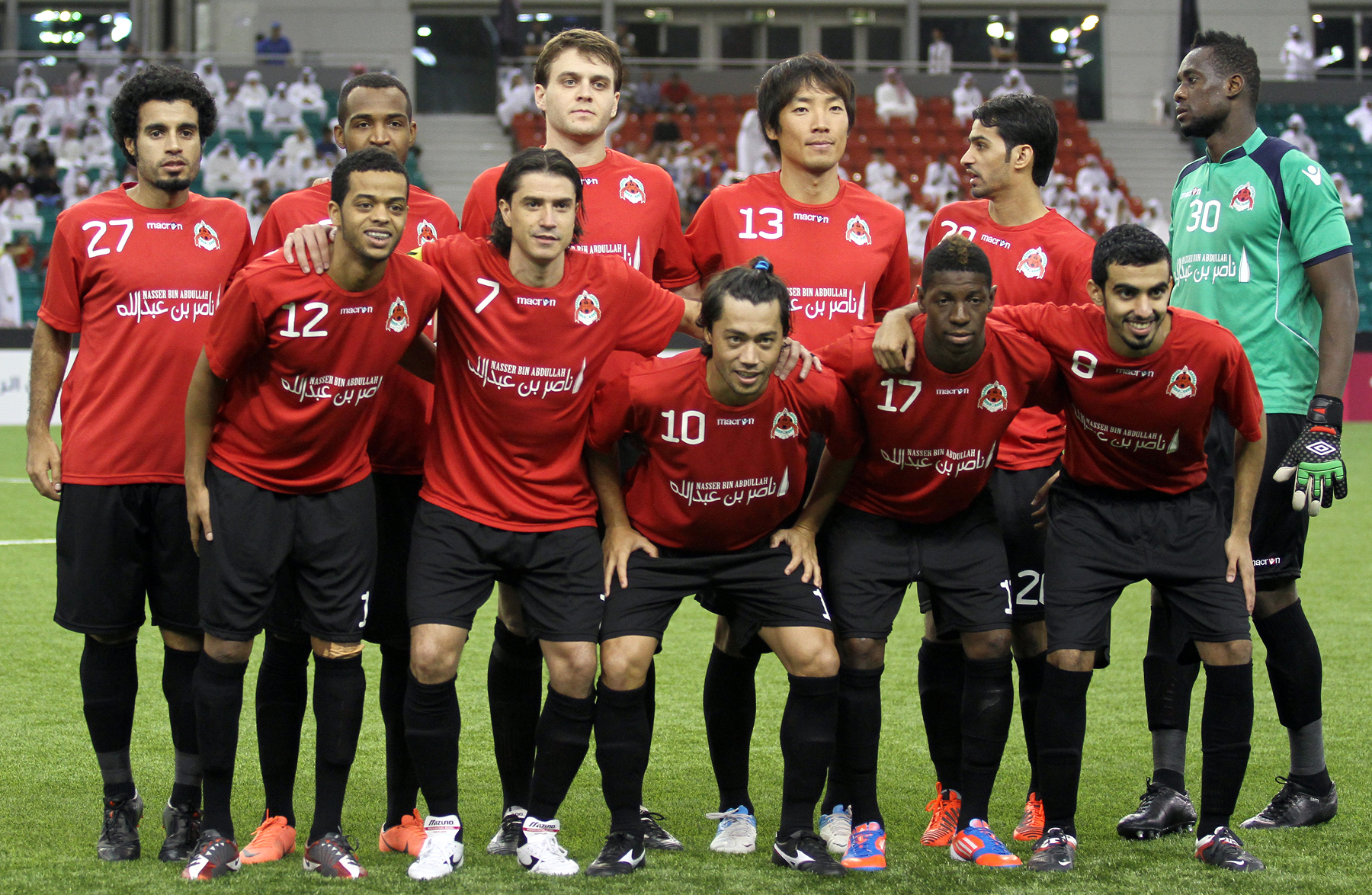
Al-Rayyan.

El club es fundà el 1967 després de la fusió de l'antic Al-Rayyan amb el Nusoor Club.

## Palmarès
- Lliga qatariana de futbol:[2]

1975–76, 1977–78, 1981–82, 1983–84, 1985–86, 1989–90, 1994–95, 2015–16
- Copa de l'Emir de Qatar:[3]

1998–99, 2003–04, 2005–06, 2010, 2011, 2013
- Copa Príncep de la Corona de Qatar:[3]

1995, 1996, 2001, 2012
- Copa del Xeic Jassem de Qatar:[3]

1992, 2000, 2012, 2013, 2018

## Jugadors destacats
- Ali Benarbia
- Naif Al-Qadi
- Emile Mpenza
- Sonny Anderson
- Salomon Olembé
- Mario Basler
- Frank de Boer
- Ronald de Boer
- Jacek Bąk
- Fernando Hierro
- Fumagalli
- Juan Forlín